# Mickey Finn
Michael Norman Finn, doorgaans Mickey Finn en soms Micky Finn genoemd (Thornton Heath, Londen, 3 juni 1947 – Croydon, Londen, 11 januari 2003) was een Engelse drummer. Hij speelde bongo’s, conga’s en af en toe ook andere instrumenten, waaronder basgitaar. Tussen 1969 en 1975 speelde hij in Marc Bolans bands Tyrannosaurus Rex en T. Rex.

## Voor Tyrannosaurus Rex
Voordat Finn in contact kwam met Marc Bolan, was hij decoratieschilder, fotomodel en sessiemuzikant. Hij had meegespeeld op een lp van Hapshash and the Coloured Coat, een ontwerpersduo dat zich af en toe op het muzikale vlak begaf.

## T(yrannosaurus) Rex
Tyrannosaurus Rex was oorspronkelijk een duo van Marc Bolan en Steve Peregrin Took. In 1969 was de verstandhouding tussen die twee verslechterd. In augustus ontsloeg Bolan zijn maat.
Een kennis van Bolan stelde Mickey Finn voor als vervanger. Het klikte tussen die twee, al was Finn niet zo’n muzikale duizendpoot als Took. Zoals Bolan zelf zei: ‘He can't sing... but he looks superb’ (‘Hij kan niet zingen, maar hij ziet er geweldig uit’). Tony Visconti, Bolans producer, zei later in een interview: ‘Mickey wasn’t as inventive as Steve. Mickey’s backing vocals weren’t strong, so Marc would double-track them with his own voice for reinforcement’ (‘Mickey was niet zo vindingrijk als Steve. Mickey was geen sterke achtergrondzanger, dus Marc zette in de montage zijn eigen stem erachter ter versterking’).
Vanaf oktober 1969 maakte Finn officieel deel uit van de groep. Samen maakten Bolan en Finn het album A Beard of Stars, uitgekomen op 13 maart 1970, dat zich onderscheidde van de drie albums met Took door het gebruik van een elektrische in plaats van een akoestische gitaar. Kort daarop veranderde de groep zijn naam in T. Rex. Met de twee volgende albums ging de groep verder in de richting die met A Beard of Stars was ingeslagen: weg van het folkachtige repertoire van de begintijd en de richting van de rockmuziek in. Mickey Finn was al spoedig populairder dan Steve Took ooit was geweest. Toen hij een groene bolhoed ging dragen, ging menige fan dat ook doen.
In januari 1971 kwam de definitieve doorbraak voor T.Rex, toen de single Ride a White Swan de tweede plaats in de UK Singles Chart haalde. In december 1970 (Ride a White Swan was toen al uit, maar nog niet op zijn hoogtepunt), kwam er een derde man bij de band: de basgitarist Steve Currie en in maart 1971 kwam er nog een vierde bij: de drummer Bill Legend. Later werd de band nog verder uitgebreid.
Na het toetreden van Bill Legend (en daarna Davy Lutton), die een drumstel toevoegde aan het geluid van de band, werden de bongo’s en conga’s van Mickey Finn steeds overbodiger. Bovendien nam de populariteit van de band in de jaren 1973-1974 sterk af. In december 1974 trok hij daaruit de consequenties en stapte op.

## Na T. Rex
Vanaf 1974 werkte Mickey Finn als sessiemuzikant. Hij viel onder andere in bij The Blow Monkeys, The Soup Dragons en Checkpoint Charlie.
In 1997, twintig jaar na de dood van Bolan en de ontbinding van T. Rex, vormde Finn een eigen versie van T. Rex, Mickey Finn’s T. Rex, met een repertoire van oude nummers van T. Rex. De groep ging ook na de dood van Finn nog door.

## Finns dood
Finn overleed op 11 januari 2003 in een hospitaal in de Londense wijk Croydon aan lever- en nierproblemen, vermoedelijk veroorzaakt door overmatig alcoholgebruik.
Op de plaats waar Marc Bolan in 1977 bij een auto-ongeluk om het leven kwam, is later een gedenkplaats ingericht, Marc Bolan’s Rock Shrine. In 2005 werden hier gedenkplaten aangebracht voor vijf mensen die een rol hadden gespeeld in zijn leven, maar inmiddels waren overleden. Dat waren zijn ex-vrouw June Child en vier ex-leden van T(yrannosaurus) Rex: Mickey Finn, Steve Peregrin Took, Steve Currie en Dino Dines.